# Österreichischer Wander-, Sport- und Geselligkeitsverein
Österreichischer Wander-, Sport- und Geselligkeitsverein (OeWSGV, auch: ÖWSGV) war eine Stay-behind-Organisation im Österreich der 1950er- und 1960er-Jahre. Ursprünglich wurde sie vom Österreichischen Gewerkschaftsbund (ÖGB) zur Bekämpfung kommunistischer Umsturzversuche gegründet, später wurde sie von der CIA ausgerüstet und finanziert.

## Vorgeschichte
Nach dem Ende des Zweiten Weltkriegs war Österreich in vier alliierte Besatzungszonen aufgeteilt. Schon kurze Zeit nach dem Kriegsende kam es zu Rivalitäten zwischen den Westalliierten (USA, Großbritannien und Frankreich) und der Sowjetunion um die Zukunft der neu gegründeten Republik Österreich. Nachdem bei der Nationalratswahl im November 1945 die KPÖ nur 5,5 % der Stimmen erhalten hatte, schien die Befürchtung entkräftet, Österreich könnte auf demokratischem Wege zu einem kommunistisch dominierten Land werden. Aufgrund der angespannten wirtschaftlichen Lage bestand aber weiterhin die Gefahr von Streiks und Demonstrationen, die zu einem kommunistischen Putsch führen könnten.
Unter diesen Umständen kam es im Jahr 1947 zu einem geheimen Übereinkommen zwischen dem ÖGB-Präsidenten Johann Böhm und dem Wiener Politiker Franz Olah, für diesen Fall eine Truppe aus verlässlich antikommunistisch gesinnten Gewerkschaftern zu bilden. Diese Maßnahme wurde nach späteren Aussagen Olahs von der Führung der SPÖ und dem US-Hochkommissar und Leiter der United States Forces in Austria Generalleutnant Geoffrey Keyes stillschweigend akzeptiert.

## Oktoberstreiks 1950
Im Jahr 1949 war Franz Olah zum Ersten Sekretär der Gewerkschaft Bau- und Holzarbeiter geworden, deren Mitglieder als der schlagkräftigste Teil des ÖGB bekannt waren. Als im Jahr darauf im Oktober 1950 eine von den österreichischen Kommunisten instrumentalisierte Streikwelle gegen das Vierte Lohn-Preis-Abkommen ausbrach, die zu einer ernsthaften Gefahr für die vom ÖVP-Bundeskanzler Leopold Figl geführte Regierung wurde, waren es auch die Mitglieder der Bau- und Holzgewerkschaft unter Olah und nicht die Polizei, die in Wien diesen Streik teilweise gewaltsam niederkämpften. Erst Jahre später wurde bekannt, dass die sowjetische Besatzungsmacht unter Hochkommissar Wladimir Petrowitsch Swiridow aus geopolitischem Interesse den Streikenden weitgehend ihre Unterstützung verwehrt hatte.
In den Augen der USA aber galt der Sozialist Olah seitdem als verlässlichster Antikommunist in Österreich, der mit seinen Gewerkschaftern auch eine Demonstration niederprügeln konnte, während die Polizei unter SPÖ-Innenminister Oskar Helmer aus Angst und politischer Rücksichtnahme auf die sowjetische Besatzungsmacht weitgehend inaktiv geblieben war.

## Ausbau
Ab dem Jahr 1951 kam es zum eigentlichen Aufbau der Organisation, um eine ständig bereite Truppe gegen mögliche kommunistische Umsturzversuche zur Verfügung zu haben. Als Tarnung wurde der Österreichische Wander-, Sport- und Geselligkeitsverein gegründet, dessen Mitglieder sich hauptsächlich aus jungen Kadern der Arbeiterschaft rekrutierten. Die Mitglieder wurden von älteren Kriegsteilnehmern in Ausbildungslagern militärisch geschult und so zu Fachleuten im Schießen, Sprengen und im Nahkampf ausgebildet. Über Mittelsmänner wurden Waffen aus ehemaligen Wehrmachtsbeständen gekauft und die Organisation mit damals seltenen Autos in Wien und in den Bundesländern ausgerüstet. In Golling bei Salzburg, damals im Gebiet der amerikanischen Besatzungszone gelegen, wurde ein Grundstück gekauft, auf dem eine 200 Mann starke Spezialtruppe für den Gebirgs- und Wintereinsatz trainiert wurde. Insgesamt konnte der OeWSGV in seiner größten Ausbauphase in etwa auf 2700 Personen zurückgreifen.
Inwieweit die Bildung dieser paramilitärischen Stay-behind-Organisation auf Initiative oder unter Duldung der US-amerikanischen Besatzungsbehörden geschah, ist bis heute ungeklärt. Von Seiten der CIA erhielt der OeWSGV jedoch finanzielle Unterstützung und Material zur Verfügung gestellt, darunter 8 bis 10 Millionen Schilling und moderne Funkgeräte. Im Jahr 1952 wurden für das „Sonderprojekt Olah“ zwei Tarnfirmen gegründet, die Handelsfirma Atlanta und die Omnia Warenhandels AG. Diese dienten von nun an der finanziellen Unterstützung des OeWSGV. Daneben konnte die Organisation im Notfall auf die Funkinfrastruktur der amerikanischen Besatzungsbehörden zurückgreifen, etwa die Sender Rot-Weiß-Rot in Wien, Linz und Salzburg.
Im Jahr 1953 wurde erstmals die österreichische Staatspolizei (StaPo) unter Sektionschef Peterlunger auf diese Aktivitäten aufmerksam, als in der steirischen Kleinstadt Trofaiach – in der britischen Besatzungszone – von der Polizei geheime Sendeanlagen sichergestellt wurden. Durch einen gefundenen Brief konnte festgestellt werden, dass diese sich im Besitz der Gewerkschaft Bau- und Holz befinden. Peterlunger kontaktierte daraufhin Franz Olah, den er seit dem Oktoberstreik 1950 schätzte und mit dem er freundschaftlich verbunden war. Nach einer Aussprache wurden die inhaftierten Personen freigelassen und die Sendegeräte zurückgegeben, ohne dass eine Information an die Öffentlichkeit gelangt wäre.
Im Jahr 1955 kam es zum Abschluss des Österreichischen Staatsvertrages, in dessen Folge die vier Besatzungsmächte abzogen und die Republik Österreich ihre vollständige Souveränität unter der Auflage der Immerwährenden Neutralität erlangte. Durch Abzug der Truppen der Sowjetarmee war damit die unmittelbare Gefahr einer kommunistischen Machtübernahme in Österreich weitgehend gebannt. Dennoch wollte die CIA nicht auf die einmal geschaffenen geheimen Strukturen verzichten. In den Jahren davor waren in anderen westeuropäischen Ländern ähnliche Verbände gebildet worden, die als Stay-behind-Organisationen im Falle eines sowjetischen Angriffes fungieren sollten. Obwohl Österreich neutral war, wurde der OeWSGV lose in die Struktur der übrigen westeuropäischen Stay-behind-Organisationen eingebunden.
Im Falle eines sowjetischen Angriffes unter Missachtung der österreichischen Neutralität wäre die Aufgabe der Organisation gewesen, Partisanenverbände aufzustellen, um hinter der Front Sabotage-Aktionen auszuführen. Damit sollte ein Vormarsch der Warschauer-Pakt-Staaten möglichst verlangsamt werden, bis die Truppen der NATO effektive Gegenmaßnahmen unternehmen könnten.
In den Augen der NATO bestätigte sich diese Entscheidung durch den im Jahr darauf ausgebrochenen Ungarnaufstand, der im November 1956 durch eine Invasion sowjetischer Truppen niedergeschlagen wurde. Mehr als 200.000 Flüchtlinge strömten daraufhin nach Österreich, wobei von den Geheimdiensten vermutet wurde, dass sich darunter auch eingeschleuste kommunistische Agenten befinden könnten.

## Auflösung
Franz Olah löste im Jahr 1959 Johann Böhm als Präsident des Österreichischen Gewerkschaftsbundes ab und stieg damit in der offiziellen Machtstruktur Österreichs weiter auf. Im Jahr 1963 wurde er schließlich Innenminister in der Regierung von ÖVP-Bundeskanzler Alfons Gorbach. Damit unterstanden ihm nun 25.000 Exekutivkräfte der Polizei und Gendarmerie, wie auch der Inlandsgeheimdienst des Innenministeriums, die StaPo. Gleichzeitig kam es nach der Kubakrise von 1962 international erstmals zu einer Entspannungspolitik zwischen den beiden Machtblöcken im Kalten Krieg. Außerdem galt zu dieser Zeit das österreichische demokratische System als soweit gefestigt, dass eine kommunistische Machtübernahme nicht mehr als realistisches Szenario angesehen wurde. Die Stay-behind-Organisation des OeWSGV war somit mehr oder weniger obsolet geworden. Olah löste die Organisation deshalb schrittweise auf und ließ alle Unterlagen und die gesamte Buchhaltung vernichten.

## Aufdeckung
Als im Jahr 1964 bekannt wurde, dass Franz Olah mit Geldern der Gewerkschaft der FPÖ finanziell unter die Arme gegriffen hatte, fiel er in seiner eigenen Partei in Ungnade und musste am 21. September 1964 als Innenminister zurücktreten. Sein Nachfolger im Kabinett Klaus I wurde sein Parteikollege Hans Czettel. Olah wurde daraufhin aus der SPÖ ausgeschlossen und trat bei der Nationalratswahl 1966 mit einer eigenen Splitterpartei, der Demokratischen Fortschrittlichen Partei (DFP) an. Auf Grund seiner Popularität unter Teilen der Arbeiterschaft erreichte er etwas mehr als 3 % der Stimmen, die hauptsächlich auf Kosten der SPÖ gingen, so dass die ÖVP erstmals eine knappe absolute Mandatsmehrheit errang und somit eine Alleinregierung unter Josef Klaus bilden konnte.
Angesichts der Feindseligkeit seiner ehemaligen Parteifreunde gelangte ein weiterer Skandal aus Olahs Zeit als ÖGB-Präsident an die Öffentlichkeit. Im Jahr 1959 hatte er Gelder der Gewerkschaft unrechtmäßig als finanzielle Starthilfe für die neu gegründete Kronen Zeitung verwendet. In einem Gerichtsprozess wurde er 1969 wegen eigenmächtiger Verwendung von Gewerkschaftsgeldern angeklagt. Im Zuge dieses Prozesses kamen erstmals auch Details zur Stay-behind-Organisation des OeWSGV an die Öffentlichkeit. Olah verteidigte sein „Sonderprojekt“ als patriotische Maßnahme im Kampf gegen den Kommunismus, das im Rahmen der damaligen Umstände zu bewerten sei. Um den Vorwurf abzuweisen, eine eigene Privatarmee aufgebaut zu haben, nannte er prominente Mitwisser, jedoch nur solche, die 1969 bereits verstorben waren, darunter den ehemaligen Bundespräsidenten Adolf Schärf, den ehemaligen Innenminister Oskar Helmer und den früheren ÖGB-Präsidenten Johann Böhm. Ermittlungen brachten jedoch noch weitere Namen mit dem Projekt in Verbindung, darunter den Gewerkschafter Karl Flöttl, den Wiener SPÖ-Gemeinderat Hans Bock sowie den damaligen Chef der Arbeiterkammer Franz Horr. Diese wiederum nannten weitere Namen. So soll Heinrich Daurer für die Waffenausbildung verantwortlich gewesen sein und Walter Jeschko für die Funkausbildung. Mittelsmann für die Finanzierung war der amerikanische Gewerkschaftsfunktionär Wesley Cook.
Am Ende des Prozesses wurde Franz Olah zu einer einjährigen Haftstrafe verurteilt. Er zog sich daraufhin komplett aus der österreichischen Politik zurück. Bei dieser Affäre standen jedoch die Anschuldigungen um die Organisation im Hintergrund, während sowohl innerhalb Österreichs als auch international die Anschuldigungen wegen eigenmächtiger Verwendung von Gewerkschaftsgeldern die Öffentlichkeit viel mehr beschäftigten. Erst viele Jahre später, nach Ende des Kalten Krieges, sollte im Jahr 1990 erstmals die internationale Tragweite dieser Umstände in neuem Licht erscheinen.

## Stay-behind-Organisationen in Westeuropa
Erst nach dem Fall des Eisernen Vorhangs und der Berliner Mauer wurden die internationalen Zusammenhänge des OeWSGV bekannt. Nach Ermittlungen des italienischen Richters Felice Casson gab im Jahr 1990 der damalige italienische Ministerpräsident Giulio Andreotti die Existenz einer Stay-behind-Organisation in Italien mit Namen Gladio öffentlich zu. In der Folge stellte sich heraus, dass ähnliche Organisationen in vielen westeuropäischen  Ländern existierten. So wurde publik, dass auch in der Schweiz, an deren politischem Modell sich die Republik Österreich seit 1955 stark orientiert hat, eine geheime paramilitärische Organisation mit Namen P-26 existiert hat.
Im Jahr 1991 stellte der grüne Abgeordnete Peter Pilz eine parlamentarische Anfrage nach „Aktivitäten des Geheimdienstes Gladio, oder eines anderen, der Nato nahestehenden Nachrichtendienstes, auf österreichischem Territorium“. Sowohl der damalige Verteidigungsminister Werner Fasslabend als auch Innenminister Franz Löschnak dementierten die Existenz einer Stay-behind-Organisation in Österreich, bzw. meinten keinerlei Kenntnis darüber zu haben, ob eine solche jemals existiert hatte. Im Jahr 1995 veröffentlichte der greise Franz Olah seine Memoiren unter dem Titel „Die Erinnerungen“, in dem er erstmals seit den 1960er-Jahren weitere Details preisgab.
Im Jahr 1996 wurden in den USA unter dem Freedom of Information Act alte Geheimdienstdokumente veröffentlicht, die von der US-Botschafterin in Österreich, Swanee Hunt, den österreichischen Behörden und später auch den Medien übergeben wurden. Dabei wurde bekannt, dass die USA in der Besatzungszeit in Österreich über 100 geheime Waffendepots angelegt hatten, die seit Jahrzehnten unentdeckt geblieben waren. Diese befanden sich teilweise in unwegsamem oder gebirgigem Gelände. Diese Waffen wurden in der Folge von österreichischen Behörden nach den US-Dokumenten aufgespürt und in Verwahrung genommen. Es konnte jedoch aus den veröffentlichten Unterlagen nicht ermittelt werden, ob diese Waffen für amerikanische Agenten oder zur Bewaffnung einer Stay-behind-Organisation gedacht waren. Die österreichische Bundesregierung beauftragte daraufhin den Historiker Oliver Rathkolb von der Universität Wien, in den USA die Veröffentlichung von weiteren Dokumenten zu beantragen. Die dortigen zuständigen Stellen und die CIA antworteten jedoch, dass es neben den Akten zu den Waffendepots in den Archiven keine weiteren Dokumente dazu gäbe.
In der Folge erinnerte man sich in Österreich auch eines anderen historischen Ereignisses. Im Jahr 1965 hatten österreichische Gendarmen ein Waffendepot in einer Mine bei Windisch Bleiberg in Kärnten entdeckt, was die britischen Behörden damals dazu nötigte, eine Liste mit 33 weiteren Waffendepots herauszurücken. Damit war bestätigt, dass damals nicht nur die CIA bzw. deren Vorgängerorganisation, die OSS, sondern auch der britische MI6 bzw. dessen Vorgängerorganisation, das Special Operations Executive, Waffenlager in Österreich angelegt hatte.
Durch das Zusammenfügen weiterer Informationsfetzen konnten die Kanäle der damaligen Geldflüsse rekonstruiert werden. Neben dem damaligen Station Chief John (Jack) H. Richardson liefen diese Kontakte hauptsächlich über amerikanische Gewerkschafter. Mit Olah direkten Kontakt hatte Wesley Cook, der im Rahmen des Marshall-Plans ab 1949 als Vertreter der American Federation of Labor drei Jahre für die Economic Cooperation Administration in Wien tätig war. In dieser Zeit begann eine Freundschaft zwischen Olah und Cook, die auch nach dessen Rückkehr in die USA andauerte. Von den USA nach Österreich übermittelt wurden diese Gelder von Jay Lovestone und Irving Brown, ebenfalls hochrangige US-Gewerkschaftsfunktionäre, die über das geheime Office of Policy Coordination arbeiteten, welches 1952 der CIA unterstellt wurde.
Der Sohn von John H. Richardson veröffentlichte ebenfalls 2005 ein Buch über die Agententätigkeit seines Vaters, in dem noch weitere Details stecken. Dieses wurde jedoch von österreichischen Historikern noch nicht ausgewertet.

## Besonderheiten
Die Stay-behind-Organisation, die mit Hilfe US-amerikanischer Geheimdienste in Österreich aufgestellt wurde, war eine der ersten Organisationen dieser Art in Europa. Die Initiative ging von antikommunistischen Gewerkschaftern in Österreich aus und das Projekt wurde erst nach dem Oktoberstreik 1950 von den USA unterstützt, um eine Machtbasis gegen den sowjetischen Einfluss aufzubauen. Während jedoch im OeWSGV fast ausschließlich Sozialisten und Gewerkschafter vertreten waren, stützten sich die westeuropäischen Stay-behind-Organisationen in anderen europäischen Staaten hauptsächlich auf bürgerlich-konservative und nationalistisch bis rechtsextreme Kreise.